# 大鰭赫氏爬鰍
大鰭赫氏爬鰍（學名：Hedinichthys macropterus），又稱河西葉爾羌高原鰍，為輻鰭魚綱鯉形目條鰍科赫氏爬鰍屬的其中一種，分布於亞洲中國甘肅省河西走廊淡水流域，體延長，體前半部呈圓柱形，後半部扁平，口下位，具觸鬚3對，頭部及體側具有深色斑塊，尾鰭叉形，體無鱗片，側線明顯，體長可達26.5公分，棲息在水生植物生長、水流緩慢的沙泥底質底層水域，屬雜食性，生活習性不明。

## 扩展阅读
維基物種上的相關：大鰭赫氏爬鰍
Category:所罗门·赫泽斯坦命名的生物分类